# Довга хода (фільм)
«Довга хода» (англ. The Long Walk) — прийдешній американський антиутопічний фантастичний фільм жахів режисера Френсіса Лоуренса за сценарієм Дж. Т. Моллнера. Адаптація однойменного роману Стівена Кінга 1979 року.

## Синопсис
У антиутопічній Америці головною розвагою слугує «Довга хода», під час якої 100 хлопчиків-підлітків без відпочинку йдуть уздовж американського маршруту №1 у супроводі солдатів. Якщо вони йдуть надто повільно, то отримують три попередження, після чого будуть розстріляні. Останній, хто виживає та приходить до фінішу, отримує велику суму грошей і «Приз» на свій вибір.

## Акторський склад
| Актор                | Роль            |
| -------------------- | --------------- |
| Купер Хоффман        | Реймонд Ґерреті |
| Девід Джонссон       | Пітер МакВріс   |
| Гаррет Ворейнг       | Стеббінс        |
| Марк Гемілл          | Майор           |
| Чарлі Пламмер        | Ґері Барковіч   |
| Бен Ван              | Генрі Олсон     |
| Роман Ґріффін Дейвіс | Артур Бейкер    |
| Джуді Ґрір           | Місіс Ґерреті   |

## Виробництво
У 1988 році Джордж А. Ромеро розглядався як режисер екранізації, але проєкт так і не було реалізовано. 2007 року Френк Дарабонт отримав права на екранізацію роману. Він планував зробити його малобюджетним. У квітні 2018 року New Line Cinema мала намір адаптувати фільм, а Джеймс Вандербільт був залучений до написання сценарію та продюсування фільму разом з Бредлі Фішером та Вільямом Шераком під брендом Mythology Entertainment. У травні 2019 року було оголошено, що режисером екранізації стане Андре Овредал.
У листопаді 2023 року стало відомо, що фільм буде спродюсований Lionsgate з Френсісом Лоуренсом у ролі режисера за сценарієм Дж. Т. Моллнера. 10 червня 2024 року до акторського складу приєдналися Купер Гоффман і Девід Йонссон. Наступного місяця акторський склад поповнили Гаррет Варінг, Тут Нюот, Чарлі Пламмер, Бен Ван, Ізабелла Рейвен, Джордан Гонсалес, Джошуа Оджік, Роман Гріффін Девіс, Марк Гемілл і Джуді Грір.

### Зйомки
Основні зйомки розпочалися 24 липня 2024 року у Вінніпезі та завершилися 12 вересня.

## Випуск
Вихід заплановано на 12 вересня 2025 року.